# Fonteté
Fonteté és un paratge del terme municipal de Castell de Mur, dins de l'antic terme de Guàrdia de Tremp, al Pallars Jussà, a prop de la vila de Guàrdia de Noguera.
És prop i al nord-oest de Guàrdia de Noguera, en el lloc on el barranc de Mur, que prové de ponent, troba un petit barranc que baixa del cementiri vell de Guàrdia de Noguera. A partir d'aquest lloc el barranc de Mur es transforma en barranc de Fonteté. Hi mena, des de Guàrdia de Noguera, el Camí de Fonteté.